# Emil Rus
Emil Rus (n. 8 august 1942) este un fost deputat român în legislatura 2000-2004, ales în județul Bistrița-Năsăud pe listele partidului PRM. Emil Rus a fost membru în grupurile parlamentare de prietenie cu Republica Franceză-Adunarea Națională și Republica Guineea.

## Legături externe
- Emil Rus[nefuncțională]
 la cdep.ro